# Ion I. Lapedatu
Ion I. Lapedatu (n. 14 septembrie 1876, Cernatul Săcelelor, Austro-Ungaria – d. 24 martie 1951, București, România) a fost un economist și om politic român, ministru de finanțe al României (1926-1927) și guvernator al Băncii Naționale a României (1944-1945), membru de onoare al Academiei Române (din 1936).

## Familia
Ion I. Lapedatu a fost fiul lui Ioan Alexandru Lapedatu, reputat profesor de limbi clasice la Gimnaziul Superior Greco-ortodox Român din Brașov (azi Colegiul Național „Andrei Șaguna”), poet, prozator și publicist român transilvănean. A avut un frate geamăn, pe Alexandru I. Lapedatu, istoric, politician și președinte al Academiei Române. Gemenii au rămas orfani de tată la vârsta de un an și jumătate. 
În martie 1907 Ion I. Lapedatu s-a căsătorit cu Veturia Papp, fiica protopopului ortodox din Beiuș, cu care a avut doi copii, un băiat (Ion, zis Nelu) și o fată (Veturia, zisă Pica).

## Studii
Ion I. Lapedatu urmează școala primară între 1883-1888, mai întâi în comuna natală, apoi la Brașov. Gimnaziul îl începe la Iași, unde mama lui se recăsătorise după moartea tatălui. După doi ani revine la Brașov și se înscrie la Gimnaziul Superior din cadrul Școalelor Centrale Române greco-ortodoxe din localitate, apoi la Școala Reală, continuându-și studiile la Școala comercială superioară obținând bacalaureatul „cu distincție” în iunie 1898.
În același an i se acordă burse de către Fundația Gojdu și Societatea „Transilvania” care îi permit să se înscrie la Academia Orientală Comercială și la Facultatea de Drept și Științe Politice a Universității din Budapesta; în paralel urmează cursurile Seminarului pentru profesori la școlile comerciale superioare. În 1900 - 1901 își întrerupe studiile pentru a îndeplini serviciul militar, după care revine la Universitate, trece examenul fundamental în 1902 și obține în 1904 Diploma de profesor pentru școlile comerciale superioare. 

## Ocupații profesionale
După obținerea diplomei de la Universitatea din Budapesta, Ion I. Lapedatu refuză oferta unei catedre de profesor la Buda, preferând să revină în Ardeal, unde ocupă funcția de al doilea secretar la „Asociația Transilvană pentru Literatura Română și Cultura Poporului Român” (ASTRA) Sibiu (1904-1905).
În 1906 este angajat secretar la banca „Ardeleana” Orăștie, apoi după practici succesive la bănci din Sibiu, Cluj, Budapesta și Viena, este ales director al băncii.
În 1911 devine director al proaspăt înființatei „Bănci Generale de Asigurare”, Sibiu.
În ianuarie 1922 a fost numit  profesor titular al Catedrei de finanțe publice și private la Academia de Înalte Studii Comerciale și Industrie din Cluj, funcție pe care a îndeplinit-o până în 1938.
Ion I. Lapedatu a făcut parte din numeroase consilii de administrație, între care la  banca „Albina” din Sibiu, la Fundația Gojdu și din 1925 la „SONAMETAN”, societatea de importanță națională constituită pentru exploatarea gazului metan în Transilvania, la care a devenit mai târziu președinte al consiliului.
Din 1928 până în 1944 a fost director, apoi Vice-Guvernator și în final Guvernator al Băncii Naționale a României (BNR).

## Activitatea politică
Ion I. Lapedatu a dovedit talent politic încă din anii studenției. În 1902, a fost ales Președinte al Societății Academice „Petru Maior”, societatea studenților români de la Budapesta care afirma cultura și limba română prin conferințe, serbări, dezbateri, evocări de personalități, editarea de lucrări, publicarea revistei „Roza cu ghimpi” (1876 -1894) și a „Almanahului Societății” (1885, 1901), întreținând un cor, o orchestră și o bibliotecă.
Ion I. Lapedatu a participat ca delegat din circumscripția Nocrich la Marea Adunare Națională de la Alba Iulia la 1 decembrie 1918, la care s-a hotărât integrarea Ardealului în România; cu această ocazie a fost ales în Marele Sfat Național Român în Transilvania și i s-a încredințat prima răspundere mai înaltă, cea de secretar general al resortului finanțelor în Consiliul Dirigent al Transilvaniei, Banatului și Ținuturilor Românești din Ungaria. Între contribuțiile sale se numără propunerea de a înființa o Bancă Agrară, adoptată prin Decretul-lege 4167 din 12 septembrie 1919.
Între 1909 și 1920 este ales în repetate rânduri deputat în sinodul arhidiocezan de la Sibiu (1909-1911; 1915-1917; 1918–1920) și în congresul național bisericesc (1917); el a funcționat ca asesor (consilier) in senatul epitropesc al consistoriului  arhidiocezan (1912-1921) și din 1921 ca consilier in consistoriul mitropolitan al Ardealului.
Între 1919 și 1931 este ales în circumscripțiile Nocrich și Crasna-Sălaj ca deputat in Parlamentul României unite, patru legislaturi ca membru al Camerei Deputaților și două legislaturi ca Senator.
Ion I. Lapedatu a făcut parte din Partidul Național Român din Ardeal, pe care l-a părăsit în 1926 împreună cu Vasile Goldiș și Ioan Lupaș înainte de fuziunea cu Partidul Țărănesc, când a devenit Ministru de finanțe în Guvernul Alexandru Averescu (3) (1926-1927).
„Gruparea Goldiș” - cum au fost numiți cei trei - a încercat să formeze Partidul Național Ardelenesc, care însă nu a supraviețuit. După 1927 el nu a mai făcut parte din nici un alt partid politic.

## Contribuții la dezvoltarea instituțiilor de credit și asigurări
Ion I. Lapedatu a jucat un rol central în instituționalizarea „Conferinței directorilor institutelor românești de credit” inițiate de dr. Cornel Diaconoviciu în 1898, model urmat de instituțiile săsești și ungurești în 1903, și de cele austriece și cehe în 1905.
Ales secretar al „Delegațiunii băncilor române” care activa între Conferințe, Ion I. Lapedatu a fost factorul motor în instituționalizarea acestei ințiative pentru a trece de la un rol consultativ la unul executiv. El a elaborat, în coformitate cu legea financiară în vigoare în Ungaria în acea vreme, Statutele viitoarei asociații „Solidaritatea” și a obținut sprijinul necesar pentru înregistrarea și aprobarea ei în 1907, când i s-a încredințat funcția de secretar. În această calitate, Ion I. Lapedatu a asigurat funcționarea Solidarității ca un adevarat „consiliu economic” de facto al societății române din Transilvania, sprijinind financiar școala, biserica, cultura națională în general, Partidul Național Român, promovând strângerea legăturilor cu Regatul României.  Ea a introdus principii avansate de gestionare, impunând utilizarea controlul extern obligatoriu prin experți confirmați de asociație care a făcut  redundant controlul prin experți guvernamentali, evitându-se astfel potențiale tensiuni între politica de consolidare a Statului național centralizat și aspirațiile de autodeterminare ale minorităților.
Ion I. Lapedatu este creditat ca fondatorul sistemului de asigurări pentru românii din Transilvania. După publicarea în 1902 la Brașov a lucrării „Teoria asigurărilor asupra vieții”, prima de acest gen din literatura ardeleană românească de specialitate, și în calitatea sa de secretar al Solidarității, el a preluat ideea lansată la Conferințele directorilor institutelor românești de credit și a lansat un apel la conferința din 27 septembrie 1909 pentru înființarea unei bănci românești de asigurări. El a elaborat studiul de viabilitate, a obținut suportul necesar atât din partea potențialilor participanți cât și din partea autorităților și a publicat în Revista Economică „lămuriri” motivând inițiativa prin aceea că populația românească nu era în măsură să îndeplinească cerințele impuse de instituțiile existente în Transilvania în general și la Sibiu în particular, fie ele înființate local de sași și de unguri, fie filialele instituțiilor austriece, germane, italiene sau franceze. Ion I. Lapedatu a pregătit prospectul de fondare, a executat campania de subscripție și a obținut toate aprobările necesare. „Bănca Generală de Asigurare” a fost înființată la 14 mai 1911 și el a fost numit director general, devenind mai târziu președinte al consiliului de administrație. Aceasta a devenit una dintre cele mai importante instituții de asigurări în Romania unită, schimbându-și numele mai întâi în „România”, apoi în „Prima Ardeleană”.

## Misiuni internaționale
Ion I. Lapedatu a făcut parte din delegația României la Conferința Financiară Internațională de la Bruxelles din 1920. În martie 1920, Ion I. Lapedatu a fost numit președinte al Comisiunii de Lichidare la Budapesta, fiind autorizat să aleagă componența comisiei după necesități, cu scopul de a lichida chestiunile publice și private dintre România și Ungaria ivite în urma integrării Ardealului în România. În martie 1921, comisia a devenit Misiunea Financiară și Economică la Budapesta, încheindu-și lucrările în mai 1922. Problemele puse la Budapesta și-au găsit soluționarea la Conferința românoungară de la București din 1923 - 1924; Ion I. Lapedatu a participat în Comitetul Economic și Financiar al Conferinței.
Din însărcinarea Ministerului de Externe, în noiembrie 1921 și-a întrerupt pentru câteva săptămâni activitatea la Budapesta pentru a se alătura delgației române la Comisiunea de Reparațiuni de la Paris luând parte la discutarea repartizării datoriei publice austroungare.
În 1922, a fost membru al delegației române la Conferința Statelor Succesorale ale fostei monarhii habsburgice de la Roma, chemată pentru a rezolva împreună cu reprezentanții Austriei și Ungariei diferitele chestiuni decurgând din tratatele de pace. În 1925 a participat la o a doua Conferință a statelor succesorale la Praga.
În 1928 Ion I. Lapedatu a avut rolul principal în comisia plenipotențiară care a tratat la Berlin chestiunea stingerii litigiilor cu Germania. El a propus textul final, scoțând negocierile din impas, și a semnat „CONVENȚIA destinată să pună capăt diferendelor financiare existente între România și Germania” pe 10 noiembrie 1928. Parlamentul român a ratificat-o prin legea pe 28 decembrie 1928, fiind promulgată prin decret regal în Monitorul Oficial din 1 ianuarie 1929. Ea a fost ratificată de Reichstag la 8 februarie 1929. Această Convenție este primul acord economic între Germania și Romania din istorie, înlocuind Tratatul de la Versailles ca bază a relațiilor dintre cele două State. În același timp a permis României să obțină împrumuturile externe pentru stabilizarea monedei.
În 1930 sa încheiat între Ministerele de Externe ale României și Ungariei un acord prin care cele două state se îndatorau să rezolve chestiunea Fundațiunii Gojdu. Ion I. Lapedatu a fost numit președinte al delegației române, reușind să ajungă la o soluție amiabilă pe care a co-semnat-o în 1936, și care a fost ratificată și promulgată pe 5 mai 1938 de Regele Carol al II-lea al României și pe 20 iunie 1940 de Regentul Miklós Horthy al Ungariei; nu a putut fi pusă în aplicare din cauza Dictatului de la Viena, problema rămânând deschisă.
Ion I. Lapedatu a participat din partea Băncii Naționale a României la cele patru Conferințe ale Băncilor de Emisiune din Mica Înțelegere, reunind Cehoslovacia, Iugoslavia și România la București (1934), Belgrad (1936), Praga (1936) și din nou la București (1937). Mica Înțelegere (numită și Mica Antantă) și-a încetat activitățile în 1938 din cauza ocupării Cehoslovaciei de către Germania. În 1936 a făcut parte din delegația BNR la prima Conferință a Băncilor de Emisiune ale statelor din „Antanta Balcanică” la Atena care a reunit Yugoslavia, Grecia, Turcia și România iar în 1937 a participat la a doua conferință de la Ankara.

## Activitatea publicistică, culturală și socială
Ion I. Lapedatu a debutat încă din anii liceului, publicând în Gazeta Transilvaniei din Brașov (1897) și în Telegraful Român din Sibiu (1898) .
Ca student, a participat la fondarea revistei „Luceafărul” la Budapesta în 1902 și a făcut parte din Comitetul de redacție alături de  Octavian Goga, Ioan Lupaș, Octavian C. Tăslăuanu etc., inclusiv în perioada 1906 – 1920 în care redactarea și publicarea au avut loc bilunar la Sibiu.
Ion I. Lapedatu a avut o intensă activitatea publicistică de specialitate. În 1904 a început o colaborare de lungă durată cu „Revista Economică” cu o serie de articole de contabilitate; el a asumat funcția de director al publicației în 1906.
Ion I. Lapedatu a publicat 18 carți de specialitate; 2 monografii; 298 studii, informații, analize economice generale și rapoarte; 20 articole și foiletoane; 13 intervenții pe probleme economice, sociale și politice.
Ion I. Lapedatu a fost ales membru de onoare al Academiei Române pe 25 mai 1936. Calitatea i-a fost retrasă în august 1948 ca urmare a epurării instituției de regimul comunist, fiind repus în drepturi în iulie 1990.
Pasionat turist, a fost peste 20 de ani membru la „Siebenbürgischer Karpathen Verein”, asociația turistică a sașilor de la Brașov, la „Turing Clubul României”, la „Admir”, la „Societatea Turistică Brașoveană” a ungurilor și la Societatea „Enczian” a tinerilor meseriași unguri de la Brașov. Ion I. Lapedatu a prezidat timp îndelungat Societatea Culturală și Sportivă a Personalului de la Banca Națională, expunându-și ideile și experiența în discursul cu care a deschis în mai 1945 Casa de Adăpost a Băncii Naționale de la Diham.

## Opere de binefacere
În toate funcțiilor sale, Ion I. Lapedatu a sprijinit cu însemnate mijloace materiale artiști plastici, instituții de învățământ și de cult, între care Eforia Școalelor Centrale Ortodoxe Române de la Brașov, Școala centrală comercială superioară din Brașov, catedrala ortodoxă din Orăștie, ridicarea monumentul soldatului necunoscut de la Săcele, ca și restaurarea patrimoniului istoric incluzând Mănăstirile de la Curtea de Argeș și Aninoasa sau ansamblul arhitectural de la Golești.
Ion I. Lapedatu a fost ales, alături de Valeriu Braniște, Ioan Lupaș, Octavian Goga și Ion Agârbiceanu, în epitropia „Fundațiunii pentru ajutorarea ziariștilor români" înființată în 1911 de dr. Ioan Mihu. El se angajează cu succes în colectarea de fonduri, câștigând donatori importanți, dar și consituind „fondul felicitărilor răscumpărate” în care oricine putea contribui sume oricât de modeste: Fundația făcea publicația necesară despre donator și lumea nu mai aștepta felicitări de la dânsul de sărbători, zile onomastice etc. În 1918, când Ion I. Lapedatu a trebuit să-și înceteze activitatea dedicându-se intrării în România întregită, Fundația și patrimoniul ei au fost cedate Sindicatului Ziariștilor Ardeleni.
Pe 14 septembrie 1939, Ion Al. Lapedatu înregistrează „Așezământul Veturia I. Lapedatu”, instituție de binefacere pentru intelectuali la pensie cu mijloace finaciare reduse și pentru studenți merituoși; actul constitutiv l-a pus sub egida Arhiepiscopiei Ortodoxe Române de Alba-lulia și Sibiu. Ion I. Lapedatu a contribuit circa o treime din fondurile de început, care au inclus donații ale sponsorilor și contribuții ale foștilor beneficiari ai „Mesei Studenților” din Sibiu, instituție finanțată de banca Albina funcționând mulți ani sub direcția Veturiei I. Lapedatu. Până în 1948 patrimoniul imobiliar al Așezământului a fost naționalizat  iar mijloacele financiare și-au pierdut valoarea în urma stabilizării monetare.

## Distincții

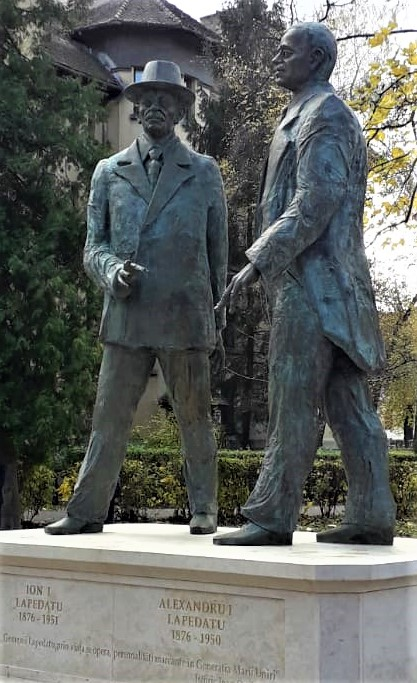
Dublul monument al fraților Lapedatu la Brașov

- Coroana României în grad de Comandor, 1921[77]
- Marea Cruce / Cordonul Coroanei României, 1927[78]
- Marea Cruce  a Ordinului Leului Alb acordată de Guvernul Cehoslovaciei, 1936[79]

## Sfârșitul vieții
În 1945, Ion I. Lapedatu fost scos din funcția de Guvernator al BNR la instaurarea Guvernului Dr. Petru Groza în martie 1945. Pensile de guvernator și de profesor au fost tăiate pe motiv că are venituri din proprietăți. Între 1945 și 1948, toate proprietățile au fost naționalizate. Rămas fără mijloace de existență, a trăit cu familia fiicei sale. 
Fiind imobilizat în pat în urma unui accident de autobuz din 1947, Ion l. Lapedatu nu a fost încarcerat în noaptea de 5/6 mai 1950 în grupa „demnitarilor", așa cum a fost fratele său geamăn, deși era investigat în acest sens de Direcția Generală a Securității Statului.
A decedat la 24 martie 1951 în București, după o lungă suferință. Este înmormântat în cimitirul "Groaveri" din Brașov.

## Recunoașterea
Numele lui Ion I. Lapedatu lui se află pe plăci puse la Academia Română, în holul Colegiului Național Andrei Șaguna și pe Banca Națională a Romăniei – Agenția Sibiu (Banca „Astra”) și pe casa natală din Săcele.
Sala de conferințe a Băncii Naționale Romăne, Sucursala Regională Cluj, poartă numele lui Ion I. Lapedatu.
Portretul său este expus în Galeria Guvernatorilor Băncii Naționale a României, care a emis la 14 aprilie 2016 setul de monede „Guvernatori ai Băncii Naționale a României – Ion I. Câmpineanu, Mihail Manoilescu și Ion I. Lapedatu”.
Universitatea Babeș-Bolyai, Cluj Napoca, organizează ”Simpozionul de istorie și civilizație bancară transilvană „Ion I. Lapedatu””.
Monumentul dublu „Gemenii Lapedatu - personalități marcante în Generația Marii Uniri” (Ioan Opriș, istoric). Alexandru I. Lapedatu (1876-1950), Ion I. Lapedatu (1876-1951) a fost dezvelit la Brașov în 2019.